# Beneš-Mráz Be-60
Die Beneš-Mráz Be-60 Bestiola war ein tschechoslowakisches Sportflugzeug der 1930er Jahre.

## Entwicklung
Anfang März 1935 begannen die Arbeiten am ersten Flugzeugmuster des im selben Jahr in Choceň gegründeten Unternehmens von Pavel Beneš und Jaroslav Mráz. Es entstanden zwei Prototypen, und noch während ihrer Flugerprobung erging ein Serienauftrag über 20 Bestiola, die hauptsächlich in den tschechoslowakischen Aeroklubs zum Einsatz kamen. Trotz der geringen Motorleistung von 48 kW konnte sie bis zu 500 kg Fracht inklusive zweier Besatzungsmitglieder befördern und erreichte dabei eine Höchstgeschwindigkeit von 150 km/h. 1940 waren noch drei Be-60 im Einsatz.

## Aufbau
Die Be-60 war ein sehr leichter Schulterdecker in Holzbauweise mit abgestrebten Tragflächen und starrem Fahrwerk.

## Technische Daten

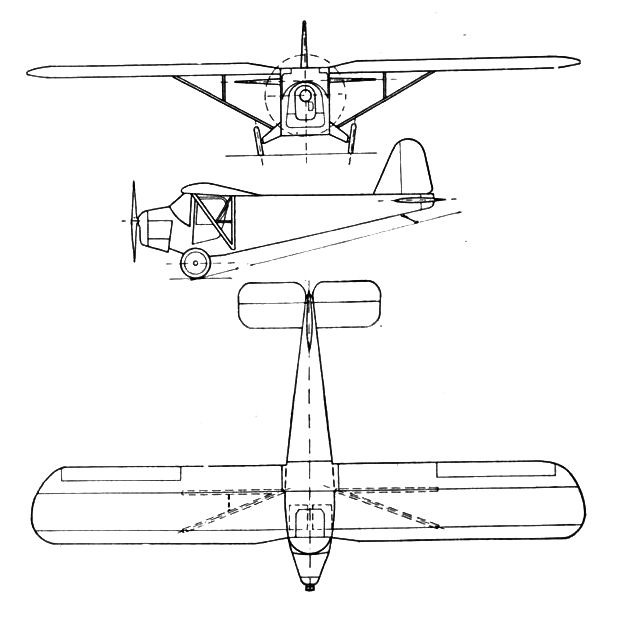
Dreiseitenriss

| Kenngröße             | Daten                                                       |
| --------------------- | ----------------------------------------------------------- |
| Konzeption            | Sportflugzeug                                               |
| Konstrukteur(e)       | Pavel Beneš / Jaroslav Mráz                                 |
| Baujahr(e)            | 1935                                                        |
| Besatzung             | 2                                                           |
| Länge                 | 6,65 m                                                      |
| Flügelspannweite      | 11,20 m                                                     |
| Flügelfläche          | 15,2 m²                                                     |
| Flügelstreckung       | 8,3                                                         |
| Flächenbelastung      | 32,3 kg/m²                                                  |
| Leistungsbelastung    | 9,8 kg/PS                                                   |
| Flächenleistung       | 3,3 PS/m²                                                   |
| Leermasse             | 290 kg                                                      |
| Startmasse            | 490 kg                                                      |
| Antrieb               | ein luftgekühlter Vierzylinder-Reihenmotor Walter Mikron II |
| Leistung              | 48 kW (65 PS)                                               |
| Höchstgeschwindigkeit | 150 km/h                                                    |
| Reisegeschwindigkeit  | 125 km/h                                                    |
| Landegeschwindigkeit  | 55 km/h                                                     |
| Steigzeit             | 21 min auf 2000 m                                           |
| Dienstgipfelhöhe      | 3400 m                                                      |
| Reichweite            | 470 km                                                      |